# Cod de semne (scufundare)
Codul de semne reprezintă un sistem de semne vizuale care servește la transmiterea unui mesaj între doi scafandri aflați sub apă. Semnele constau din gesturi semnificative ce sunt necesare pentru desfășurarea în siguranță a fiecărei scufundări.
Codul de semne este cel mai simplu și mai eficient mod de comunicare sub apă între scafandri.
Semnele pentru scufundări libere și cu aparate de respirat autonome sunt efectuate cu mâna liberă sau cu lanterna subacvatică și au fost astfel alese încât să fie ușor de transmis, receptat și înțeles în condițiile variate ale scufundărilor. 
În continuare sunt prezentate semnele vizuale cele mai importante necesare comunicării sub apă între membrii unei echipe de scufundare.
|  | Totul merge bine    |  | Cobor                          |
|  | Urc                 |  | Rămâi la această adâncime      |
|  | Stop                |  | Privește                       |
|  | Pericol             |  | Barcă (Ambarcațiune)           |
|  | Rămâneți împreună   |  | Mi-e frig                      |
|  | Sunt în dificultate |  | Nu mai am aer                  |
|  | Repetă              |  | Verifică presiunea din butelie |
|  | 10                  |  | 20                             |
|  | 50                  |  | 100                            |
|  | 200                 |  | În această direcție            |
|  | Totul merge bine    |  | Am probleme                    |

Pentru a mări siguranța scufundărilor, pe lângă semnele efectuate cu mâna, se utilizează și alte semne cum ar fi:
- ridicarea din umeri pentru „nu știu”;
- aplecarea capului în față pentru „da”;
- datul din cap stânga-dreapta, pentru „nu”;

Indiferent de experiența și cunoștințele scafandrilor, se recomandă ca înaintea fiecărei scufundări, membrii echipei de scufundare să facă o recapitulare a semnelor și a semnificațiilor acestora pentru a nu interveni nici o confuzie în timpul scufundării.
La toate semnele, trebuie să se răspundă prompt, înapoindu-se exact așa cum au fost receptate. În felul acesta, cel care a transmis semnul poate fi sigur că semnul a fost receptat de către partener și a fost înțeles corect.
Se mai folosește bătaia în butelie cu un obiect de metal sau cu o piatră, atunci când comunicarea nu poate fi efectuată în alt mod și reprezintă un semnal sonor de urgență care înseamnă „mă duc la suprafață, vino cu mine”.

## Biblografie
- Dinu Dumitru, Vlad Constantin : Scafandri și vehicule subacvatice. Ed. Științifică și Enciclopedică, București, 1986.
- Mircea Degeratu, Aron Petru, Sergiu Ioniță: Manualul Scafandrului. Editura Per Omnes Artes, București, 1999, ISBN 973-97916-5-4